# II. Ágost lengyel király
II. Ágost (ismert ragadványnevén: Erős Ágost, németül: August der Starke, lengyelül: August Mocny; Drezda, Szászország, 1670. május 12. – Varsó, Lengyelország, 1733. február 1.), Szászország választófejedelme 1694-től, valamint lengyel király és litván nagyfejedelem 1697 és 1704 között, majd újra 1709-től 1733-ban bekövetkezett haláláig. A Wettin-ház Albert-ágának tagja.
Ágostot már élete folyamán nagy fizikai ereje okán az Erős, a Szász Herkules és a Vasököl jelzőkkel illették. Ő volt III. János György szász választófejedelem és Dániai Anna Zsófia fiatalabb gyermeke. Fivére, IV. János György 1694-es fiúutód nélküli halálát követően lett I. Frigyes Ágost néven Szászország választófejedelme, majd 1697-ben választották meg a Lengyel–Litván Nemzetközösség élére. Megválasztása érdekében áttért a lutheránusról a katolicizmusra. Katolikusként megkapta az Aranygyapjas rend lovagja kitüntetést, és megalapította a Fehér Sas-rendet, amely a mai napig Lengyelország legmagasabb állami kitüntetésének számít. Ágost a művészetek és az építészet pártfogoltja és mecénásaként is ismert lett: a szász fővárost, Drezdát, a Német-római Birodalom egyik kulturális központjává alakította, emellett hatalmas művészeti gyűjteményt is felhalmozott.
Uralkodása ugyanakkor mind gazdasági, mind politikai szempontból nehéz időszakot hozott a Nemzetközösségnek. Ő vezette a lengyel seregeket a nagy északi háborúban, amely folyamat végül lehetővé tette Oroszország számára a megerősödést Európában, különösen lengyel földön. Egyik fő politikai törekvése az abszolutista királyi hatalom megerősítése volt. Ezt idegen, főként szász és orosz erők bevonásával próbálta elérni, amellyel destabilizálta az államot. 1704-ben svéd segítséggel Stanisław Leszczyński került hatalomba, így Ágostnak le kellett mondania a koronáról. 1709-ben újra visszatért, majd 1733-as halálát követően kirobbant a lengyel örökösödési háború.
Ágost testét a waweli székesegyházban, míg szívét a drezdai Szentháromság-székesegyházban helyezték el. Még 1693-ban házasodott össze Brandenburg–Bayreuthi Krisztina Eberhardinával, akitől egyetlen törvényes fia, a későbbi III. Ágost lengyel király származott. Ágostnak ezen kívül számos, egyes állítások szerint több száz szeretője és illegitim gyermeke is volt.

## Származása
III. János György választófejedelem és Anna Zsófia dán hercegnő fia.
1687-89-ig beutazta Európa nevezetesebb országait, köztük hazánkat is. Apja halála után (1691) Bécsbe utazott, ahol József főherceggel, a trónörökössel, a későbbi német-római császárral barátságos viszonyt alakított ki, mely politikájára is befolyást gyakorolt. 1693-ban feleségül vette Krisztina Eberhardina brandenburg-kulmbachi hercegnőt, aki azonban később elvált tőle. Bátyjának, IV. János Györgynek 1694. április 24-én bekövetkezett halála után a választófejedelmi méltóság Ágostra szállt.

## Lengyel királlyá választása
Választófejedelemként részt vett Magyarország török alóli felszabadításában, a Magyarországon harcoló szász csapatokat vezényelte, 1696 augusztus végén azonban e tisztségéről lemondott. Visszatérése közben, Bécsben megfogamzott terve, hogy megszerzi a Sobieski János halálával megüresedett lengyel trónt. Ennek érdekében Jacob Heinrich von Flemming tábornokot küldte Varsóba, aki 10 millió forint felhasználásával a lengyel főnemesek jelentős csoportját megnyerte uralkodója számára, továbbá Ágost versenytársát, Conti herceget is lemondásra bírta. Ágost maga pedig 1697. június 2-án Badenben, Bécs mellett katolikus hitre tért.
Ezzel megszerezte Ausztria támogatását, amely attól tartott, hogy ha XIV. Lajos francia király hadvezére, François-Louis de Bourbon-Conti herceg (1664–1709), a „Nagy Conti” szerzi meg a lengyel koronát, Franciaország bekerítheti Ausztriát. Ugyanakkor a Lengyelországgal egyesült Szászországot sem tartotta túl erős riválisnak a Német-római Császárságon belül.
A protestáns Szászországban azonban felháborodást váltott ki, hogy Erős Ágost áttért a katolikus hitre, és ezzel meggyengült ottani hatalma. Kénytelen volt a Corpus Evangelicorum ügyeinek intézését a Titkos Tanácsra bízni, hogy elejét vegye az elégedetlenségnek. Mivel pedig egyszerre kormányzott egy katolikus és egy protestáns országot, vallási türelmet kellett gyakorolnia, mely példaszerűen valósul meg, bár előnyben részesítve a lengyel papságot.

## Királyi titulus
- Latinul: Augustus Secundus, Dei Gratia rex Poloniae, magnus dux Lithuaniae, Russie, Prussiae, Masoviae, Samogitiae, Livoniae, Kijoviae, Volhyniae, Podoliae, Smolensciae, Severiae, Czerniechoviaeque, necnon haereditarius dux Saxoniae et princeps elector etc.
- Magyar fordításban: II. Ágost, Isten kegyelméből Lengyelország királya, Litvánia, Ruszinföld, Poroszország, Mazóvia, Szamogitia, Livónia, Kijev, Volhínia, Podólia, Szmolenszk, Siewierz, Csernyigov nagyfejedelme, és Szászország választófejedelme és örökös hercege stb.